# Volker Kähne
Volker Kähne (* 2. Februar 1941 in Nordhausen; † 26. Juli 2019 in Berlin) war ein deutscher Jurist und politischer Beamter. Er war von 1991 bis 2001 Staatssekretär und Chef der Senatskanzlei von Berlin.

## Leben
Kähne floh als Wehrdienstverweigerer in der NVA nach West-Berlin. Er studierte Bergbau- und Hüttenwesen, machte ein Praktikumsjahr in Chile und wechselte zu Rechtswissenschaften. Kähne wurde zum Dr. jur. promoviert. Er war Mitglied der Turnerschaft Alania. Von dieser wechselte er 1962 zur Berliner Burschenschaft Allemannia. 1964 wurde er innerhalb der Deutschen Burschenschaft Mitglied des Ausschusses für Wohnheimfragen. 1978 wurde er Mitglied der Burschenschaft Germania zu Würzburg. Er war Vorstandsvorsitzender der Stiftung Entwicklung und Frieden in Bonn.
Kähne war von 1978 bis 1986 als Staatsanwalt und von 1986 bis 1988 als Oberstaatsanwalt tätig. Im Jahr 1988 wechselte er in den Planungsstab des Bundesverteidigungsministeriums in Bonn und arbeitete dort bis 1991. Zudem war er bis zu seiner Ernennung als Staatssekretär Berater der Bundesregierung bei der Kommission zur Überprüfung des Parteivermögens in der DDR.
Anschließend war er vom 1. Februar 1991 bis 2001 Staatssekretär und Chef der Senatskanzlei von Berlin. Kähne diente dem Roten Rathaus unter dem Regierenden Bürgermeister Eberhard Diepgen (CDU). Er war nie selbst Mitglied der CDU, jedoch christdemokratisch geprägt.
Er engagierte sich ehrenamtlich als stellvertretender Vorsitzender des Villa Aurora Forums Berlin.

## Werke
- Der Volksgerichtshof – Darstellungen der Ermittlungen der Staatsanwaltschaft bei dem Landgericht Berlin gegen ehemalige Richter und Staatsanwälte am Volksgerichtshof, Berlin 1986, 3. Aufl., 1992.
- Stätten der Berliner Justiz und ihre Geschichte. 2007.